# Regina King
Regina King (født 15. januar 1971 i Los Angeles i Californien) er en amerikansk skuespiller.
Hun har gået på Westchester High School og University of Southern California.
Regina King begyndte sin skuespillerkarriere i 1985 i rollen som Marla Gibbs' datter Brenda i tv-serien 227, en rolle hun spillede til 1990. I dag spiller King med i storfilm. I 2004 spillede hun korsangerinden  Margie Hendricks i Ray. Hun lægger stemme til Huey og Riley Freeman i Adult Swim serien, The Boondocks. Hun giftede sig med Ian Alexander Sr. den 23. april 1997.

## Udvalgt filmografi

### Film
| År   | Titel                                                           | Rolle            | Note(r) |
| ---- | --------------------------------------------------------------- | ---------------- | ------- |
| 1991 | Boyz N the Hood                                                 | Shalika          |         |
| 1993 | Poetic Justice                                                  | Iesha            |         |
| 1995 | Friday                                                          | Dana Jones       |         |
| 1995 | Higher Learning                                                 | Monet            |         |
| 1996 | Jerry Maguire                                                   | Marcee Tidwell   |         |
| 1996 | A Thin Line Between Love and Hate                               | Mia Williams     |         |
| 1998 | Mighty Joe Young                                                | Cecily Banks     |         |
| 1998 | Enemy of the State                                              | Carla Dean       |         |
| 1998 | How Stella Got Her Groove Back                                  | Vanessa          |         |
| 2001 | Down to Earth                                                   | Sontee Jenkins   |         |
| 2003 | Blondinens Hævn 2 (eng:Legally Blonde 2: Red, White and Blonde) | Grace Rossiter   |         |
| 2003 | Daddy Day Care                                                  | Kim Hinton       |         |
| 2004 | Ray                                                             | Margie Hendricks |         |
| 2004 | A Cinderella Story                                              | Rhonda           |         |
| 2005 | Agent Catwalk 2: Farlig og Forrygende                           | Sam Fuller       |         |
| 2006 | Myremobberen (eng:The Ant Bully)                                | Kreela           | stemme  |

### Tv-serier
| År      | Titel               | Rolle                | Note(r)              |
| ------- | ------------------- | -------------------- | -------------------- |
| 1985–90 | 227                 | Brenda Jenkins       | 107 afsnit           |
| 2005–?  | Boondocks           | Riley & Huey Freeman | 56 afsnit, stemme    |
| 2007    | 24 Timer            | Sandra Palmer        | 9 afsnit             |
| 2013–14 | The Big Bang Theory | Janine Davis         | Sæsons 6–8; 4 afsnit |

## Priser
Denne liste er ufuldstændig; hjælp gerne med at udfylde den.
- Image Award

Bedste Kvindelige Birolle – Ray 2005
- BET Award

Bedste Skuespillerinde 2005